# Vožehův rybník
Vožehův rybník, lidově též Vožehák, je rybník v západních Čechách, nacházející se u města Kožlany v Plzeňském kraji. Nedaleko se nachází také středočeská obec Břežany. Jeho východní břeh kopíruje hranici mezi oběma kraji. Byl vybudován na řece Javornice, těsně před soutokem s Hradeckým potokem. U téměř čtyřhektarového rybníka se nachází rekreační zařízení, fotbalové hřiště a tenisové kurty.
V roce 2012 byly z rybníka během odbahňovacích prací vytaženy trosky německého válečného letounu Focke-Wulf Fw 190. Stroj se do rybníka zřítil 19. listopadu 1944 během druhé světové války, podle názoru archeologa Jana Vladaře šlo o nehodu.